# Pierce (Colorado)
Pierce es un pueblo ubicado en el condado de Weld en el estado estadounidense de Colorado. En el Censo de 2010 tenía una población de 834 habitantes y una densidad poblacional de 394,62 personas por km².

## Geografía
Pierce se encuentra ubicado en las coordenadas 40°38′1″N 104°45′19″O / 40.63361, -104.75528. Según la Oficina del Censo de los Estados Unidos, Pierce tiene una superficie total de 2.11 km², de la cual 2.11 km² corresponden a tierra firme y (0%) 0 km² es agua.

## Demografía
Según el censo de 2010, había 834 personas residiendo en Pierce. La densidad de población era de 394,62 hab./km². De los 834 habitantes, Pierce estaba compuesto por el 88.25% blancos, el 0.36% eran afroamericanos, el 1.92% eran amerindios, el 0.96% eran asiáticos, el 0% eran isleños del Pacífico, el 6.83% eran de otras razas y el 1.68% pertenecían a dos o más razas. Del total de la población el 22.42% eran hispanos o latinos de cualquier raza.